# Еленія короткокрила
Еле́нія короткокрила (Elaenia brachyptera) — вид горобцеподібних птахів родини тиранових (Tyrannidae). Мешкає в Колумібії і Еквадорі. Раніше вважалася конспецифічною з малою еленією.

## Поширення і екологія
Короткокрилі еленії поширені на західних схилах Анд на південному заході Колумбії (Нариньйо) та на північному заході Еквадору (на південь до Пічинчи), а також на східних схилах Анд в Еквадорі (від Напо до Морона-Сантьяго). Вони живуть у вологих гірських тропічних лісах. Зустрічаються на висоті до 2500 м над рівнем моря.